# Acanthacris deckeni
Acanthacris deckeni är en insektsart som först beskrevs av Gerstaecker 1869.  Acanthacris deckeni ingår i släktet Acanthacris och familjen gräshoppor. Inga underarter finns listade i Catalogue of Life.